# مقاطعة كارول (إلينوي)
مقاطعة كارول (بالإنجليزية: Carroll County)‏ هي إحدى المقاطعات في ولاية إلينوي في الولايات المتحدة الأمريكية.

## أعلام
- هيلين سكوت هاي